# محمودآباد نمونه
محمودآباد نمونه شهری در استان قزوین ایران. این شهر در ۵ کیلومتری مرکز استان قزوین بخش مرکزی شهرستان قزوین قرار دارد. جمعیت محمودآباد نمونه در سال ۱۳۹۵، برابر با ۲۱،۹۸۲ نفر از ۶۴۸۱ خانوار بوده‌است.
در تاریخ ۲۵ فروردین ۱۳۷۸ محمودآباد نمونه مرکز دهستان اقبال غربی از توابع بخش مرکزی شهرستان قزوین، به شهر تبدیل و عنوان شهر محمودآباد نمونه شناخته شد.